# Poluição e gravidez
A saúde de uma mãe afeta diretamente o feto durante a gravidez. Altos níveis de poluição nos locais onde vivem mulheres grávidas podem ter efeitos adversos na saúde dos fetos.
Estudos anteriores encontraram correlações entre a exposição a poluentes de veículos e certas doenças, como asma, doença pulmonar, doença cardíaca e câncer, entre outras. Os poluentes automotivos incluem monóxido de carbono, óxidos de nitrogênio, material particulado (poeiras finas e fuligem) e poluentes tóxicos do ar. Embora esses poluentes afetem a saúde geral das populações, sabe-se que eles têm efeitos adversos específicos em gestantes, seus fetos e crianças.

## Fertilidade
Vários poluentes do ar afetam a fertilidade. Por exemplo, um aumento no NO2 está significativamente associado a uma menor taxa de nascidos vivos em mulheres submetidas a tratamento de FIV. Na população em geral, há um aumento significativo na taxa de aborto espontâneo em mulheres expostas a NO2 em comparação com aquelas não expostas. Da mesma forma, a exposição ao CO está significativamente associada ao natimorto no segundo e terceiro trimestre.

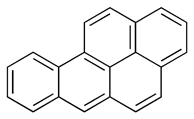
Estrutura padrão em linha do benzo(a)pireno (BaP)

### Hidrocarbonetos aromáticos policíclicos
Os hidrocarbonetos aromáticos policíclicos (HAPs) têm sido associados à redução da fertilidade. O benzo(a)pireno (BaP) é um HAP e carcinógeno bem conhecido, frequentemente encontrado na fumaça de escapamentos e na fumaça do cigarro. Os HAPs administram seus efeitos tóxicos por meio do estresse oxidativo, aumentando a produção de espécies reativas de oxigênio (EROs), o que pode resultar em inflamação e morte celular. A exposição de longo prazo a HAPs pode resultar em dano ao DNA e redução da reparação.
A exposição ao BaP reduz a motilidade espermática e o aumento da exposição piora esse efeito. Pesquisas demonstraram que mais BaPs foram encontrados em homens com problemas de fertilidade relatados em comparação com homens sem.
Estudos mostraram que BaPs podem afetar a foliculogênese e o desenvolvimento ovariano, reduzindo o número de células germinativas ovarianas por meio da ativação de vias de morte celular e indução de inflamação, o que pode levar a danos ovarianos.

### Material particulado
Um estudo na Califórnia descobriu que o aumento da exposição a PM2.5 levou à diminuição da motilidade espermática e aumento da morfologia anormal. De modo semelhante, na Polônia, a exposição a PM2.5 e PM10 levou a um aumento no percentual de células com cromatina imatura (DNA que não se desenvolveu completamente ou se desenvolveu de forma anormal).

### Poluição por ozônio ao nível do solo
Há pesquisas limitadas sobre o efeito que a poluição por ozônio exerce na fertilidade. No momento, não há evidências que sugiram que a exposição ao ozônio tenha um efeito prejudicial na fertilidade espontânea, tanto em mulheres quanto em homens. No entanto, existem estudos que sugerem que altos níveis de poluição por ozônio, frequentemente um problema nos meses de verão, exercem efeito nos resultados da fertilização in vitro (FIV). Dentro de uma população de FIV, poluentes como NOx e ozônio foram associados a taxas reduzidas de nascidos vivos.
Embora a maioria das pesquisas sobre este tema esteja focada na exposição direta de seres humanos à poluição atmosférica, outros estudos analisaram o impacto da poluição do ar sobre gametas e embriões em laboratórios de FIV. Vários estudos relataram uma melhora significativa na qualidade embrionária, na implantação e nas taxas de gravidez após a implementação de filtros de ar nos laboratórios de FIV, em um esforço concentrado para reduzir os níveis de poluição.
Em termos de fertilidade masculina, há relatos de que o ozônio causa uma diminuição significativa na concentração e contagem de espermatozoides no sêmen após a exposição. Da mesma forma, a vitalidade espermática — a proporção de espermatozoides vivos em uma amostra — demonstrou ser reduzida como resultado da exposição à poluição do ar. No entanto, os achados sobre o efeito da exposição ao ozônio na fertilidade masculina são um tanto discordantes.

## Características populacionais
Áreas com altos níveis de dióxido de nitrogênio no ar, que é um subproduto da poluição veicular, demonstraram ter efeitos negativos sobre os fetos. Os efeitos da exposição incluem crescimento fetal reduzido, parto prematuro e problemas respiratórios. Dois estudos foram conduzidos para avaliar os efeitos do dióxido de nitrogênio em fetos no sul dos Estados Unidos e em Valência, Espanha. Nos Estados Unidos, bebês que nasceram prematuramente tinham 94% mais probabilidade de terem sido expostos a altos níveis de poluição do que aqueles que não nasceram prematuros. Na Espanha, fetos pequenos para a idade gestacional em termos de peso tinham 37% mais probabilidade de terem sido expostos a altos níveis de poluição atmosférica do que aqueles que não eram pequenos para a idade gestacional.
No Condado de Los Angeles, pesquisadores encontraram maior risco de parto prematuro (10–20%) e baixo peso ao nascer para bebês cujas mães viviam perto de áreas de tráfego intenso. Estudos realizados em populações que viviam próximas às rodovias 405 e 710 no sul da Califórnia mostraram que sua exposição às emissões veiculares particuladas era quase 25 vezes maior do que para pessoas que viviam a 300 metros das autoestradas. Essa pesquisa também concluiu que as emissões veiculares particuladas são mais tóxicas para a saúde das crianças do que outras partículas, como monóxido de carbono e dióxido de nitrogênio.

## Perigos das emissões veiculares

### Monóxido de carbono
O monóxido de carbono (CO) é liberado diretamente pelos motores de veículos automotores, que são uma das principais fontes desse poluente na Bacia de Los Angeles. O CO inalado por mulheres grávidas pode ameaçar o crescimento e o desenvolvimento mental do feto. Como o CO compete com o oxigênio para se dispersar na corrente sanguínea, a hipóxia fetal (falta de oxigênio) pode ocorrer em altos níveis de exposição materna ao CO. No entanto, a quantidade exata de exposição necessária para se tornar uma ameaça ao feto é desconhecida. Altos níveis de monóxido de carbono também são encontrados em cigarros, sendo recomendado que mulheres grávidas evitem fumar para não correr o risco de afetar o crescimento ou desenvolvimento mental da criança. Para mais informações sobre monóxido de carbono e seus efeitos na saúde humana, ver Intoxicação por monóxido de carbono.

### Óxidos de nitrogênio
Os óxidos de nitrogênio (NO) são poluentes atmosféricos comuns em grande parte dos Estados Unidos. A exposição a esses óxidos ocorre pela inalação de ar poluído, o que é mais comum em áreas com tráfego intenso de veículos automotores. A exposição a altos níveis de óxidos de nitrogênio danifica tecidos da garganta e do trato respiratório superior e pode interferir na capacidade do corpo de transportar oxigênio. A exposição elevada ao dióxido de nitrogênio pode causar mutações fetais, danificar um feto em desenvolvimento e reduzir a capacidade de uma mulher engravidar. Estudos também mostraram que maiores exposições a NO inibem o desenvolvimento embrionário tanto em gestações naturais quanto em inseminações artificiais.

### Material particulado
Exemplos de material particulado incluem cinzas da fumaça de fogueiras, partículas de poeira em casas e fumaça de escapamento de carros; em áreas próximas a autoestradas, isso é um problema. Um estudo conduzido com mulheres europeias indicou que maior exposição ao material particulado durante as primeiras semanas da gravidez resultou em bebês com baixo peso ao nascer. Essa toxina também é considerada a mais perigosa das três porque pode ser qualquer coisa pequena o suficiente para ser inalada. Isso pode estar relacionado ao fato de que o crescimento cerebral começa no primeiro mês de concepção.

## Baixo peso ao nascer (BPN) e parto prematuro
Tanto a poluição atmosférica doméstica quanto a poluição atmosférica ambiente estão associadas ao baixo peso ao nascer e ao parto prematuro. Isso pode levar a desfechos fatais, especialmente em países em desenvolvimento.
Um estudo anterior na Bacia de Los Angeles, no sul da Califórnia, relatou uma associação consistente entre níveis de CO e material particulado durante o primeiro trimestre e nas seis semanas anteriores ao parto, com risco de parto prematuro. A prematuridade em bebês vem acompanhada de uma série de complicações de saúde. Crianças nascidas prematuras apresentam maior risco de desenvolver síndrome do desconforto respiratório do recém-nascido, doenças gastrointestinais e hematológicas, problemas do sistema nervoso central (SNC), como perda auditiva, além de serem mais propensas a infecções e a problemas de audição e visão.
Bebês nascidos com baixo peso também correm risco de problemas respiratórios, gastrointestinais, cardíacos, no SNC, além de infecções e problemas de visão. Essas questões gestacionais persistem até a vida adulta para a maioria das crianças e resultam em pressão alta, diabetes tipo II e outras doenças cardíacas.
A prematuridade e o baixo peso ao nascer causados pela poluição atmosférica também afetam o desenvolvimento cerebral fetal. Isso é relevante porque a falta de desenvolvimento cerebral adequado não permitirá que o cérebro da criança forme conexões sinápticas apropriadas, o que afetará negativamente a fala, a capacidade de aprendizado e as habilidades sociais da criança.
A exposição à poluição do ar não apenas afeta os recém-nascidos em estágios iniciais de seu desenvolvimento, como também pode ter consequências ao longo da vida para crianças expostas desde a concepção até os dois anos de idade. Foi constatado que a poluição do ar causa menor peso ao nascer, desenvolvimento insuficiente do sistema imunológico e dos órgãos, além de partos prematuros. Esses efeitos de nascimento têm sido associados a problemas respiratórios que podem persistir por toda a vida.

## Efeitos de longo e curto prazo em bebês
A exposição a poluentes atmosféricos veiculares tem sido apontada como uma das principais causas de mortalidade e morbidade infantil, além de ser considerada um fator para o desenvolvimento de doenças crônicas, como a asma, na infância e na vida adulta.

### Asma
O número de crianças afetadas por asma aumentou nas últimas décadas, a ponto de ser atualmente a doença crônica mais comum em crianças e a principal causa de hospitalizações infantis nos Estados Unidos, além de ser um dos maiores contribuintes para ausências escolares. O excesso de faltas escolares afeta a capacidade de aprendizado da criança e reduz seu tempo de socialização com outras crianças da mesma idade. Não é incomum que crianças com asma repitam séries escolares devido à dificuldade de acompanhar o desempenho acadêmico. Quando não repetem séries, há grande probabilidade de abandonarem a escola antes da graduação, em comparação com colegas não afetados.

### Problemas respiratórios
Estudos mostram que crianças expostas a maiores níveis de poluentes veiculares apresentam mais problemas respiratórios, incluindo chiado no peito, infecções de ouvido e garganta, além de maior incidência de asma diagnosticada por médicos. A bronquiolite também é encontrada em maiores proporções quando a residência da criança está localizada em áreas com tráfego intenso.

### Câncer
Crianças que vivem próximas a áreas de tráfego intenso têm oito vezes mais probabilidade de desenvolver leucemia em comparação com aquelas que não vivem. Essa constatação indica que crianças que desenvolvem câncer como resultado da exposição ao tráfego também passam mais tempo em hospitais. Isso não apenas causa faltas escolares, mas também representa um período de trauma para uma criança em tratamento contínuo. Crianças com câncer têm mais dificuldade para acompanhar a escola e manter amizades.

## Exposição ao tráfego e autismo
O transtorno do espectro autista é um espectro que varia desde incapacidade severa de comunicação e algumas deficiências mentais até sintomas mais leves, como transtornos de atenção. Há alegações de que a incidência de autismo é maior em bebês cujas mães passaram a gestação em áreas de “alta poluição por tráfego” em comparação com mães que viveram a gravidez em locais de ar mais limpo. Em um estudo recente conduzido pela UCLA, os níveis de poluentes do ar foram medidos para mães de crianças com autismo e comparados aos níveis de poluentes em ambientes de mães de crianças sem autismo. O estudo concluiu que bebês expostos a níveis mais altos de poluentes no útero tinham 10% mais risco de autismo do que aqueles com baixa exposição; outra conclusão foi que as partículas finas tinham a associação mais forte com o autismo.

## Epidemiologia
As emissões de veículos automotores não são um problema exclusivo dos Estados Unidos. Das 10 cidades com mais tráfego, nenhuma delas está localizada nos Estados Unidos. Os Estados Unidos também possuem regulamentações sobre quais emissões e em que quantidade os veículos em circulação podem liberar. Isso é feito pela USEPA, que atualmente está elaborando novas regulamentações. Entre os países que possuem padrões de emissões veiculares, a União Europeia e o Japão apresentam as regulamentações mais rigorosas. Esses padrões foram implementados porque se demonstrou que a regulação da economia de combustível é eficaz para controlar a demanda de petróleo do país, além de reduzir suas emissões de gases de efeito estufa.
Distúrbios respiratórios e alérgicos entre crianças no Japão foram estudados após a implementação de novas regulamentações, e constatou-se que a prevalência de asma e outros problemas respiratórios diminuiu. Estudos mais recentes também mostram que a incidência de casos de asma em crianças está aumentando em todo o mundo. Grande parte desse aumento é atribuída ao crescimento das concentrações de NO2, um gás emitido por veículos automotores, entre outras fontes.
Nos Estados Unidos, as emissões veiculares representam uma parte significativa da poluição do ar, especialmente em áreas urbanas. Um estudo epidemiológico conduzido pelo Instituto Nacional de Saúde comparou a perda gestacional com as emissões locais de veículos, especificamente o dióxido de nitrogênio (NO₂). O estudo utilizou dados de Boston, Massachusetts, e Tel Aviv, Israel, e ambas as regiões observaram associação entre perda gestacional e NO₂, principalmente no segundo trimestre de gravidez. Essa pesquisa reforça a confiança científica de que as emissões veiculares podem ser prejudiciais a gestantes e fetos, e de que esses achados são consistentes em diferentes localidades geográficas e populações distintas.